# 3846 Hazel
3846 Hazel (1980 TK5) là một tiểu hành tinh vành đai chính được phát hiện ngày 9 tháng 10 năm 1980 bởi Shoemaker, C. ở Palomar.